# Liou Č’-kung
Liou Č’-kung (čínsky pchin-jinem Liú Zhìgōng, znaky 劉志攻) je tchajwanský politolog a diplomat.

## Vzdělání
Liou absolvoval Národní univerzitu Čeng-č’ s bakalářským titulem z diplomacie v roce 1972 a s magisterským titulem z politologie v roce 1975. Svoji diplomovou práci napsal na téma amerického státníka Henryho Kissingera (季辛吉外交理論及實際：世界穩定秩序建立之探討 – „Teorie a praxe Kissingerovy diplomacie: Zkoumání vytváření stabilního světového řádu“). V roce 1983 získal doktorát z politologie na téže univerzitě. Jeho disertační práce nesla název „Čínská republika ve Valném shromáždění OSN“ (中華民國在聯合國大會的參與 : 著重分析國際環境變遷對參與行為之影響 – „Účast Čínské republiky ve Valném shromáždění OSN: Analýza vlivu proměn mezinárodního prostředí na chování při účasti“).

## Kariéra
Liou byl až do roku 2008 tchajwanským zástupcem v Mongolsku, kdy byl přesunut do České republiky. V květnu 2010 se Liou stal zástupcem generálního tajemníka Rady národní bezpečnosti. V roce 2012 byl Liou jmenován zástupcem Čínské republiky v Kanadě. Od července 2014 do května 2016 byl zástupcem Čínské republiky ve Spojeném království.